# Kanton Trois-Rivières
Der Kanton Trois-Rivières ist ein französischer Wahlbezirk im Arrondissement Basse-Terre in der Region Guadeloupe.

## Gemeinden
Der Kanton besteht aus fünf Gemeinden mit insgesamt 19.001 Einwohnern (Stand: 1. Januar 2022) auf einer Gesamtfläche von 73,66 km²:
| Gemeinde              | Einwohner 1. Januar 2022 | Fläche km² | Dichte Einw./km² | Code INSEE | Postleitzahl |
| --------------------- | ------------------------ | ---------- | ---------------- | ---------- | ------------ |
| Gourbeyre             | 7.378                    | 22,52      | 328              | 97109      | 97113        |
| Terre-de-Bas          | 895                      | 6,80       | 132              | 97130      | 97136        |
| Terre-de-Haut         | 1.479                    | 6,00       | 247              | 97131      | 97137        |
| Trois-Rivières        | 7.519                    | 31,10      | 242              | 97132      | 97114        |
| Vieux-Fort            | 1.730                    | 7,24       | 239              | 97133      | 97141        |
| Kanton Trois-Rivières | 19.001                   | 73,66      | 258              | 97120      | –            |

Die Gemeinden Terre-de-Bas und Terre-de-Haut liegen auf der Inselgruppe Îles des Saintes, die sich südlich der Insel Basse-Terre  – einer der Hauptinseln von Guadeloupe – befindet.